# Suzie Sheehy
Pour les articles homonymes, voir Sheehy.

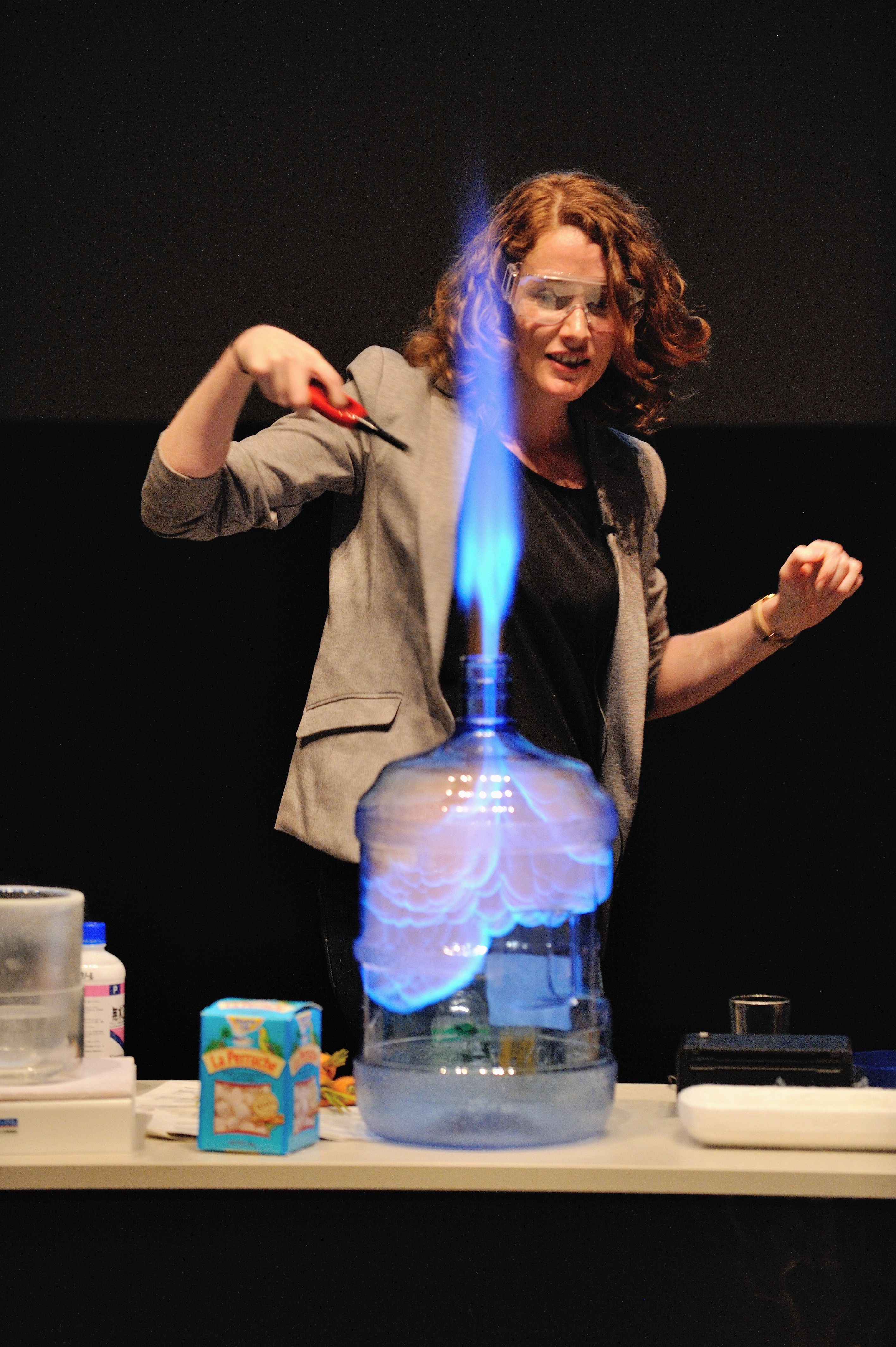
Suzie Sheehy, en 2015.

Suzanne Lyn Sheehy est une physicienne australienne des accélérateurs et vulgarisatrice scientifique à l'Université d'Oxford.

## Formation
Sheehy est née à Mildura. Elle a déménagé à Melbourne lorsqu'elle était enfant et a été inspirée par ses professeurs à la Parkdale Primary et à la Mentone Girls' Grammar School pour étudier la physique dès son plus jeune âge. Elle a terminé ses études de premier cycle à l'Université de Melbourne en 2006. En 2010, elle a obtenu un doctorat de l'Université d'Oxford, où elle a travaillé au John Adams Institute for Accelerator Science. Sa thèse est intitulée Design of a non-scaling fixed field alternating gradient accelerator for charged particle therapy. Son doctorat faisait partie du projet PAMELA, axé sur la conception d'accélérateurs FFAG (en) non évolutifs pour la thérapie par particules chargées supervisé par Kenneth Peach.

## Recherche et carrière
En 2010, Sheehy a reçu une bourse de la Commission royale pour l'exposition de 1851 (en) sur les accélérateurs de hadrons à haute intensité. Elle faisait partie de la collaboration qui a réalisé le premier accélérateur d'électrons compact EMMA (en) en 2011. Elle a été nommée à un poste conjoint dans les accélérateurs de hadrons intenses avec l' Université d'Oxford et le Science and Technology Facilities Council (STFC) en 2015, et est maintenant titulaire de la Bourse de recherche universitaire de la Royal Society à l'Université d'Oxford.

## Engagement public
Sheehy est une vulgarisatrice scientifique et conférencière. En collaboration avec Emmanuel Tsesmelis, au cours de son doctorat en philosophie, Sheehy a conçu une émission de sensibilisation à la physique des particules Accelerate! pour les enfants de 11 à 18 ans au Royaume-Uni qui a ensuite couru également en Allemagne. Elle était responsable de la formation des présentateurs et de la prestation de spectacles et d'ateliers. La formation a été dispensée dans le cadre du programme de formation des enseignants du CERN. Dans le cadre du programme, ils ont réalisé une vidéo YouTube expliquant How to Make a Cloud Chamber (comment créer une chambre cloud ). Elle a reçu plus de 100 000 vues. Sheehy a travaillé avec la Royal Institution pour créer des vidéos sur les accélérateurs de particules,. Elle a prononcé le discours d'ouverture de la National Space Academy 2012. Elle est apparue sur Impossible Engineering (en) sur Discovery Channel. Elle a été conférencière à 2018 TEDx Sydney.

## Prix et distinctions
En 2010, elle est lauréate du Prix Lord Kelvin de la British Science Association ainsi que du Prix civique des vice-chanceliers de l'Université d'Oxford.
En 2016, elle est lauréate du Prix Science et société du groupe HEPP de l'Institute of Physics.
En 2017, elle reçoit une bourse de recherche universitaire de la Royal Society (URF),.

## Publications (sélection)
- (en) SUZANNE L. SHEEHY et DAVID J. KELLIHER, « EFFECTS OF ALIGNMENT ERRORS IN PROTON NON-SCALING FFAG ACCELERATORS », International Journal of Modern Physics A, vol. 26, no 10n11,‎ 30 avril 2011, p. 1842-1851 (ISSN 0217-751X et 1793-656X, OCLC 13191064, DOI 10.1142/S0217751X11053237).
- (en) Ali Ahmad, Suzanne L. Sheehy et Geoffrey T. Parks, « The effect of beam interruptions on the integrity of ADSR fuel pin cladding: A thermo-mechanical analysis », Annals of Nuclear Energy, Elsevier, vol. 46,‎ août 2012, p. 97-105 (ISSN 0306-4549 et 1873-2100, OCLC 50375208, DOI 10.1016/J.ANUCENE.2012.03.021).